# Peñas del Muermo
Peñas del Muermo Labra es un paraje rocoso situado en el municipio cántabro de Valdáliga (España). En la parte más destacada hay un vértice geodésico que marca una altitud de 284,70 m s. n. m. en la base del pilar. Se puede acceder desde La Hayuela, en Udías, subiendo a través de una pista forestal.